# Hydnophora microconos
Espèce
Statut CITES
Hydnophora microconos est une espèce de coraux appartenant à la famille des Merulinidae.